# Rhytidoponera nitidiventris
Rhytidoponera nitidiventris is een mierensoort uit de onderfamilie van de Ectatomminae. De wetenschappelijke naam van de soort is voor het eerst geldig gepubliceerd in 1984 door Ward.